# Carl Brandt (gymnast)
Carl Emanuel Brandt, född 11 oktober 1880 i Borrby församling, Kristianstads län, död 17 oktober 1951 i Nice, var en svensk gymnast. Han var bror till Gustaf Adolf Brandt.

## Biografi
Carl Brandt var son till kyrkoherden Johannes Brandt. Han utbildade sig till reservofficer och blev kapten i Bohusläns regementes reserv 1921. Brant avlade filosofie kandidatexamen vid Lunds universitet 1902 och gymnastikdirektörsexamen vid Gymnastiska centralinstitutet 1908. År 1908 grundade han ett gymnastikinstitut i Sankt Petersburg och 1911 ett i Nice, där han senare kom att slå sig ned. Åren 1909–1917 verkade han som sjukgymnast i Borgholm, 1919–1926 i Royat, Mont-Dore och Vichy, 1927–1931 vid Ronneby brunn och från 1933 vid skolor i Nice, bland annat Cours Molin. Från 1941 var han lärare i gymnastique corrective vid centrum för kroppskultur i Fort Carré, Fria franska zonen. Brandt medverkade flitigt i fransk och svensk press i frågor om gymnastik och gjorde även översättningar av litteratur inom området. Han skrev bland annat Pour la beauté physique de ton enfant (1927, svensk utgåva Lek Linggymnastik samma år). Carl Brandt omkom i en trafikolycka.